# Hypercompe degenera
Hypercompe degenera är en fjärilsart som beskrevs av Walker 1855. Hypercompe degenera ingår i släktet Hypercompe och familjen björnspinnare. Inga underarter finns listade i Catalogue of Life.